# 양흥
양흥(梁興, ? ~ 212년)은 중국 후한 말 관중 일대의 세력가이다. 조조에게 저항하다가 죽었다.

## 생애
198년(건안 3년) 좌풍익 지양현(池陽縣)의 황백성(黃白城, 지금의 산시성 싼위안현)을 본거지로 활동하던 이각을 토벌할 때 양흥과 장횡도 협조하였다. 211년 조조의 한중을 향한 기동에 위협을 느끼고 마초, 한수 등 다른 관중의 세력들과 힘을 합쳐 동관(潼關)으로 진격하였다. 조조는 관중군을 황하 남쪽으로 유인하고는 야음을 타 별동대로 포판진(蒲坂津)을 건너 황하 서쪽을 확보하려 하였다. 서황과 주령이 보병, 기병 4,000명으로 넘어와 한창 해자와 울짱을 설치하고 있기에 5,000여 명으로 강습했으나 몰아내는 데 실패했고 결국 관중군은 완패하였다. 그럼에도 양흥은 좌풍익의 산지를 끼고 해를 이어 항거하였다.
각 현들은 심대한 피해를 입고 험준한 곳으로 피하려 하였다. 좌풍익 정혼이 ‘양흥을 따르는 자들은 강요에 의해 어쩔 수 없이 따르는 자들이니 응당 잘 타일러야지 험준한 곳으로 도망쳐서는 안 된다’며 성곽을 정비하고, 상벌을 분명히 하여 적을 쫓아낸 자는 획득한 것의 7/10을 주겠다고 약속하였다. 백성들이 저마다 싸우기를 원해 양흥군은 부녀자와 재물을 많이 빼앗겼다. 처자를 잃은 자들은 정혼에게 투항했고, 그들도 다른 부녀들을 탈취하면 처자를 돌려받을 수 있었기에 싸움에 적극적이었다. 회유 작업도 꾸준하여 양흥의 무리는 와해되었고 남은 이들은 아현(衙縣)의 부성(鄜城)에 모였다. 장안에서 장합, 서황, 주령, 노초 등을 거느리고 있던 하후연과 정혼의 합동 작전에 패사하였다.

## 삼국지연의
사서가 아닌 소설 《삼국지연의》에서는 한수의 여덟 부장 중 한 명으로 나온다. 조조의 이간계에 걸려든 마초는 한수를 의심하고, 핍박을 못 이긴 한수는 결국 조조와 내통한다. 한수와 그 부하 후선, 이감, 양흥, 마완, 양추 다섯 명이 마초를 죽이려 하다가 먼저 알아챈 마초가 막사에 난입해 한수의 왼손을 자른다. 다섯 장수들이 힘을 합쳐 맞서지만 당해내지 못하고 마완과 양흥은 죽임을 당한다.

## 참고 문헌
- 《삼국지》1권 위서 제1 무제 조조
- 《삼국지》16권 위서 제16 정혼